# Tricastin atomerőmű
A Tricastin atomerőmű egy ipari létesítmény, amely nukleáris telephelyeket és egy atomerőművet foglal magában. Franciaországban, a Rhône alsó völgyében, a történelmi Tricastin régió szívében, a Donzère-Mondragon csatorna (a Rhône elterelőcsatorna) jobb partján, Valence (70 km észak felé) és Avignon (65 km a dél felé) között található. A 600 hektáros terület négy település között terül el: Saint-Paul-Trois-Châteaux és Pierrelatte Drôme megyében, Bollène és Lapalud Vaucluse megyében. 

## Története
A „Tricastin” elnevezés a történelmi régióból származik, ahol a helyszín található. Ez a régió a nevét a területen élő kelta-liguriai törzsről kapta: a Tricastinusokról, a Rhône folyó mentén élő narbonne-i gall népekről, akiknek fővárosát Plinius és Silius Italicus Augusta Tricastinorumnak nevezte el. Az általuk lakott községet ma Saint-Paul-Trois-Châteaux-nak hívják.
1958-ban Charles de Gaulle tábornok atomfegyverekkel akarta felszerelni Franciaországot, és Tricastint választották ki egy urándúsító üzem elhelyezésére. 1961-ben az Atomenergia Bizottság (CEA) hozta létre a telephelyet, hogy atombombák gyártásához nagymértékben tudjon dúsított uránt előállítani. 1962-ben elindult a Société des Usines Chimiques de Pierrelatte (SUCP), amely urán-hexafluoridot (UF6) gyártott az 1964-ben induló Usines de Diffusion Gazeuses (UDG) ellátására.

## A helyszín kialakítása
A telephelyen található Franciaország legnagyobb nukleáris és vegyipari központja. Ez Franciaország legnagyobb nukleáris telephelye, megelőzve a La Haguett-i nukleáris újrafeldolgozó üzemet. A telephely számos, a nukleáris üzemanyag gyártásával és felhasználásával kapcsolatos tevékenységet foglal magában. Az első létesítmények az 1960-as években kezdték meg működésüket katonai célú urándúsítás céljából. Jelenleg több mint 5000 alkalmazott dolgozik a Tricastinnál egy nagy kiterjedésű vállalati hálózatban. A telephely a Trimatec innovációs klaszter része, amely „a nukleáris és eljárástechnikai környezetbarát technológiákat támogatja”. Ezek a vállalatok három különálló telephelyre oszlanak: az EDF telephelyre, az Orano telephelyre, amely az Orano csoport hat vállalatát foglalja magában, és a CEA telephelyre. 

## Az EDF telephelye
Az EDF üzemelteti a Tricastin atomerőművet és az operációs bázist. 

### A Tricastin atomerőmű
A Tricastin atomerőmű Saint-Paul-Trois-Châteaux településen található, 10 km-re Pierrelatte-tól, 28 km-re délre Montélimartól és 50 km-re északra Avignontól. A szintén 1980-ban üzembe helyezett Gravelines és Dampierre erőművekkel együtt a Bugey erőmű után ez a második legrégebbi aktív atomerőmű Franciaországban. 
A Tricastin atomerőművet 1974-ben kezdték építeni, és 1980-ban (T1 és T2), illetve 1981-ben (T3 és T4) helyezték üzembe. Négy, egyenként 900 MW teljesítményű nyomottvizes reaktorból áll, így az erőmű teljes teljesítménye 3600 MW. Az erőművet a Donzère-Mondragon-csatornából származó vízzel hűtik. Az új nukleáris fűtőanyag vonaton érkezik, az FBFC-ben gyártott szerelvények formájában. A kiégett fűtőelemeket néhány hónapig egy hűtőmedencében tárolják, mielőtt vonattal a La Hague-i újrafeldolgozó üzembe szállítják. 
Az erőmű évente mintegy 25 TWh-t termel, ami a francia villamosenergia-termelés 6%-át teszi ki. A szomszédos Eurodif dúsító üzem évente mintegy 15 TWh-t fogyasztott, azaz az üzem termelésének mintegy kétharmadát. Ez a közelség korlátozta a villamos energia felhasználásából eredő veszteségeket. Az EURODIF-üzem dúsítási folyamatának módosítása (átállás centrifugálásra) lehetővé tette az üzem villamosenergia-fogyasztásának jelentős csökkentését. 
Egy AREVA dokumentáció szerint a centrifugálás 50-szer kevesebb villamos energiát fogyaszt, mint a gázdiffúzió, és nem kell vizet kivonni a folyóból. Az EDF évente 14 millió euróval támogatja a helyi hatóságokat a tricastini üzem iparűzési adójából.
2019-ben a Tricastin atomerőmű volt az első francia atomerőmű, amely az egyik reaktorának negyedik, tízévenkénti ellenőrzésén esett át, ami döntő fontosságú volt a telephely jövője szempontjából. Ez volt tehát a 900 MW-os szint áthidalója. 

#### A reaktor jellemzői
Az erőmű négy, egyenként 915 megawatt nettó elektromos teljesítményű nyomottvizes reaktorral (PWR) rendelkezik, amelyeket a Framatome épített és az EDF üzemeltet.
A Tricastin erőmű az úgynevezett „CP1” szinthez tartozik, akárcsak a Blayais, Dampierre és Gravelines atomerőművek.
Ki van téve a földrengésveszélynek. A tervezéskor a Richter-skála szerinti 4,7-es erősségű földrengést választották referenciának, ezért a létesítményeket 5,28-as erősségű földrengés elviselésére tervezték. Egy nagy nukleáris és vegyi komplexumban található, amelynek 10 km-es körzetében hat seveso telephely található.
A működő reaktorok jellemzői a következők: 
| A reaktor neve | Modell | Kapacitás [MW]       | Kapacitás [MW] | Kapacitás [MW] | Építés kezdete | Csatlakozás a hálózathoz | Kereskedelmi beüzemelés | Tízévenkénti látogatás |
| A reaktor neve | Modell | Hőteljesítmény (MWt) | Bruttó (MWe)   | Nettó (MWe)    | Építés kezdete | Csatlakozás a hálózathoz | Kereskedelmi beüzemelés | Tízévenkénti látogatás |
| -------------- | ------ | -------------------- | -------------- | -------------- | -------------- | ------------------------ | ----------------------- | ---------------------- |
| Tricastin-1    | CP1    | 2785                 | 955            | 915            | 1974 november  | 1980 május 31            | 1980 december           | 2019                   |
| Tricastin-2    | CP1    | 2785                 | 955            | 915            | 1974 december  | 1980 augusztus 7         | 1980 december           | 2021                   |
| Tricastin-3    | CP1    | 2785                 | 955            | 915            | 1975 április   | 1981 február 10          | 1981 május 11           | 2022                   |
| Tricastin-4    | CP1    | 2785                 | 955            | 915            | 1975 május     | 1981 június 12           | 1981 november           | 2024                   |

#### Reaktorleállítások
2020 januárjában, az energiaátalakításról szóló törvény végrehajtásának részeként az EDF villamosenergia-vállalat azt javasolta a francia kormánynak, hogy fontolja meg a Tricastin erőmű két reaktorának leállítását a 2028 és 2035 között bezárandó 14 reaktor közül.

### BCOT
A Base chaude opérationnelle du Tricastin (BCOT) egy nukleáris karbantartásra szakosodott létesítmény. Karbantartja és tárolja a nukleáris reaktorok szennyezett áramköreiből és anyagaiból származó anyagokat és eszközöket, kivéve a fűtőelemeket, különösen a vezetőcsöveket, a beavatkozási eszközöket, a bontásra szánt anyagokat és a tartályfedeleket.

## Orano telephely
Az Orano telephelyen (korábban „Areva”, 2018-ig) hat vállalat foglal helyet. 

### Eurodif Production
Az Eurodif Production üzemeltette a Georges-Besse-i urándúsító üzemet, amíg 2012-ben le nem szerelték, és helyébe nem lépett a Georges-Besse II. üzem. 
Működése során a Georges-Besse I. erőművet uránnal (urán-hexafluorid (UF6) formájában) a Tricastin területén található Comurhex üzem, villamos energiával pedig a Tricastin atomerőmű látta el. Az Eurodif-erőműben előállított nukleáris üzemanyagot ezután a Romans-sur-Isère-i telephelyen található FBFC-be szállították. 
A vállalat 2009-ben 1067 embert foglalkoztatott a helyszínen.
Az erőmű sokáig Franciaország legnagyobb villamosenergia-fogyasztója és az EDF legnagyobb ügyfele volt, egészen 2012-es leállításáig.

### Orano Chimie Dúsítóüzem
Az Orano Chimie Enrichissement nukleáris létesítményként a nukleáris üzemanyagciklus radioaktív anyagainak újrafeldolgozására szakosodott: a szegényített urán-hexafluorid defluorizálása, az urán-nitrát denitrálása, a tartályok karbantartása és egyes termékek szétszerelése. Emellett támogató szolgáltatásokat nyújt a tricastini Orano telephely számára. 
A vállalat 2009-ben 936 embert foglalkoztat a telephelyen.

### Comurhex
A Comurhex egy olyan létesítményt üzemeltet, amely a malvési telephelyről származó urán-tetrafluoridot (UF4) urán-hexafluoriddá (UF6) alakítja át, amelyet aztán az Eurodif Production vállalat az ugyanezen a telephelyen található Georges-Besse üzemben dúsított urán előállítására dolgoz fel.
A vállalat 2009-ben 353 embert foglalkoztatott a telephelyen.
A Pierrelatte-ban található régi Comurhex-üzem, amely 1962-ben épült urándúsítás céljából, 2017 decemberében végleg leállt: helyére egy új, korszerűbb létesítmény, a Comurhex II üzem lépett. Ez 2018-ban került üzembe: a Comurhex I. bezárása alatt még folyt a tesztelése. Az Orano megerősíti, hogy „a Comurhex I összes munkatársát a tesztek folytatására” a Comurhex II-ben alkalmazzák 2018-óta. Az új dúsítási technológiát alkalmazó Comurhex II 96%-kal csökkenti a villamosenergia-fogyasztást és 85%-kal az üvegházhatású gázok kibocsátását.

### FBFC
A Franco-Belge de Fabrication du Combustible (FBFC) egy olyan ipari egységgel rendelkezik, amely üzemanyag-összekötő alkatrészek, szerkezeti rácsok, vezérlőegységek és dugók gyártására szakosodott.
Az FBFC és a CERCA 2009-ben 135 főt foglalkoztatott a telephelyen.

### Socatri
A Société Auxiliaire du Tricastin (SOCATRI) felelős a nukleáris berendezések karbantartásáért és leszereléséért, a saját és az oranói telephelyen működő más ipari vállalkozások tevékenységeiből származó folyékony nukleáris és ipari szennyvíznek a természetes környezetbe történő kibocsátást megelőző kezeléséért, valamint a nukleáris hulladék kezeléséért és ártalmatlanítás céljából történő feldolgozásáért.
A vállalat 2009-ben 261 embert foglalkoztatott a telephelyen.

### SET
A Société d'Enrichissement du Tricastin (SET) üzemelteti a Georges Besse II centrifugás urándúsító üzemet, amely 2012 óta a korábbi Georges Besse üzemet váltotta fel.
Ez az üzem két egységből áll, a déli és az északi egységből, amelyek fizikailag is elkülönülnek egymástól a telephelyen, és amelyeket moduláris felépítésüknek köszönhetően fokozatosan helyeztek üzembe.
2012 júniusában az új üzem elérte azt a termelési szintet, amely lehetővé tette az Eurodif/Georges-Besse üzem számára az átadást. A régi üzem (Georges-Besse I.) ezért bezárt. Leszerelése körülbelül tizenöt évet vesz igénybe. 2016-ban a Georges-Besse II elérte teljes kapacitását, 7,5 MUTS (millió SWU).
A vállalat 2009-ben 141 embert foglalkoztatott ezen a telephelyen.

## CEA telephely
A Pierrelatte-i katonai létesítmény 1996-os bezárását követően a CEA megtartotta Pierrelatte-ban a polgári kutatóközpontot. A pierrelatte-i telephely laboratóriumai a CEA Valrho (vagy CEA Marcoule) alá tartoznak. 

### A nyilvánosság tájékoztatása és konzultáció
A Tricastin atomerőmű telephelyével kapcsolatban három nyilvános tájékoztatási és konzultációs szerv működik együtt:
- A Tricastinban található főbb energetikai létesítményekkel foglalkozó helyi információs bizottság (CLIGEET), amely az alapvető nukleáris létesítmények tevékenységét felügyeli. Elnöke a Drôme megyei Általános Tanács elnök.
- A Commission d’Information Orano Cycle, amely a titkos nukleáris alaplétesítmény tevékenységét felügyeli. Ez egy olyan nukleáris létesítmény, amelynek tevékenységei a nemzetvédelem érdekében különleges védelmet igényelnek. Elnöke a Drôme megyei prefektus.
- A Comité local d'information et de concertation (CLIC), amely felügyeli a környezetvédelmi szempontból minősített létesítmények, például a COMURHEX tevékenységét. Elnöke a Drôme prefektusa.

Ugyanakkor elgondolkodhatunk azon, hogy vajon a szomszédos települések lakói mennyire értik meg ezeket az összetett konzultációs mechanizmusokat. A helyszíni beszámolók szerint az utca embere meglehetősen homályosan fogalmaz a kockázatokról, még akkor is, ha a 2008 óta történt incidensek és a fukusimai baleset után a kérdésfeltevés újbóli felerősödését tapasztaljuk.

### Nukleáris biztonság
Ami az atomerőművet illeti, „A Nukleáris Biztonsági Hatóság (ASN) úgy véli, hogy a Tricastin atomerőmű teljesítménye a nukleáris biztonság és a sugárvédelem tekintetében pozitívan emelkedik ki, a környezetvédelem terén nyújtott teljesítménye pedig alacsonyabb, mint az EDF teljesítményének a Nukleáris Biztonsági Hatóság által adott általános értékelése.” A francia nukleáris biztonsági hatóság (Autorité de Sűreté Nucléaire) szerint a biztonsági elemzés figyelembe veszi a külső behatások (repülőgép-szerencsétlenség, földrengés, külső árvíz stb.) kockázatát is.

### Szeizmikus kockázatok
2002-ben és 2003-ban az EDF két általános, az INES-skála szerinti 1. szintű eseményt jelentett be egyes francia 900 MWe teljesítményű PWR-ek, köztük a Tricastin erőmű alkatrészeinek szeizmikus viselkedésével kapcsolatban.
A 2002. október 14-én bejelentett esemény a mag hűtésének biztosítására, baleset esetén használt víztartályok szeizmikus szilárdságával kapcsolatos. Az üzem megfelelőségének helyreállításához szükséges munkálatok 2005 decemberében fejeződtek be.
A 2003. október 28-án bejelentett incidens a 2002. október 14-i incidensben érintett egyik víztartályhoz csatlakozó csövek szeizmikus szilárdságával kapcsolatos.

### A tűzeset veszélye
Az atomerőművet illetően az ASN 2007-ben úgy vélte, hogy
- „a telephelynek még mindig előrelépést kellett tennie a képzés irányítása, a tűzvédelmi engedélyek végrehajtása és a tűz esetén még mindig túl hosszú reagálási idő terén.”[36]

Az Eurodif Georges Besse üzemével kapcsolatban az ASN 2007-ben úgy ítélte meg, hogy
- „a tűzveszélyt megfelelően figyelembe vették, de javulásra van szükség, különösen a személyzet képzése és a tűzvédelmi engedélyek elkészítése terén.”[37]

### Behatolások
2013. július 15-én, hétfőn a Greenpeace-nek 29 aktivistával 15 perc alatt sikerült betörnie az atomerőmű területére és eljutnia a védett területre, de az atomreaktorokhoz nem jutott el. A csoport atomerőmű-ellenes üzeneteket, például „Tricastin accident nucléaire” feliratot festett az erőmű szerkezetére, mielőtt letartóztatták őket.
2020. február 21-én 34 Greenpeace-aktivista ismét betört a Tricastin erőműbe, hogy a számos hiba miatt a létesítmény leállítását indokolttá tevő hiányosságokat jelezzék. Húszan kezdték meg az üzem szimbolikus lebontását annak 40. évfordulóján. Ez az akció mozgósította a tricastini PSPG és az orange-i GIGN csapatait.
2021. június 29-én az ügyész a Greenpeace-aktivisták motivációit komolynak ítélve kegyelmet kért a valencei büntetőbíróság előtt, és az EDF-et valamint az államot vonta felelősségre.
A polgári fél érdekeit képviselő Thibault de Montbrial ügyvéd 500 000 eurós kártérítést kért az EDF erkölcsi sérelme miatt. A bíró e kérésre válaszul felszólított arra, hogy az EDF imázsát „helyezzék perspektívába”, és emlékeztetett arra, hogy a vállalat imázsát „hangos kudarcok” is „csorbították”, utalva a flamanville-i EPR pénzügyi csúszására, valamint a Three Mile Island-i (Egyesült Államok), a csernobili (Ukrajna) és a fukusimai (Japán) balesetekre, hozzátéve, hogy az atomerőművek „mind veszélyt jelentenek”.

### Repülőgép szerencsétlenségek
A Tricastin nukleáris telephely felett – mint minden nukleáris telephelyen – pénzbüntetés terhe mellett tilos a repülőgépek áthaladása. A helyszínen megvalósuló új projektek – például a Georges Besse II – azonban már a projektfejlesztés első fázisaiban figyelembe veszik a repülőgépek lezuhanásának kockázatát.

## A környezetre gyakorolt hatások

### Szennyezés és balesetek

#### Folyékony hulladékok kibocsátása
Egy 2007. májusi ASN-jelentés a helyszínen jelen lévő Areva leányvállalatot, a Socatrit szólította fel a rendre:
- „Az ASN felszólítja a Socatrit, hogy a vegyi és radioaktív kibocsátási engedélyeitől való ismételt eltérések miatt (...). A folyékony szennyvíz, amely a tisztítótelepről távozik, rendszeresen eltér a kémiai kibocsátási határértékektől.”

- Egy új folyékony hulladékkezelő üzem 2008-ban kerül üzembe helyezésre. A Socatri folyékony hulladékát elvezető cső kora miatt 2007-ben többször is szivárgott.[44]

#### A 2008. július 8-i uránszivárgás
2008. július 7-ről 8-ra virradó éjszaka egy tartály tisztítása során uránoldat ömlött a telephelyre és a szomszédos folyókba. Az AREVA leányvállalata, a Socatri bejelentette, hogy a kibocsátott szennyvíz mennyisége 6,25 m3 volt, a kibocsátott urán mennyisége pedig 75 kg. 224 kg urán ömlött ki az uránkezelő tartályból, amelyből 74 kg a Gaffière és Lauzon folyókba került. Ezt az eseményt a francia nukleáris biztonsági hatóság ideiglenesen a nukleáris események nemzetközi skáláján az 1-es szintre (a „működési rendellenességnek” megfelelő szintre) sorolta. A Socatri 8,5 órával az esemény után jelentette az ASN-nek az esetet. 
A Réseau Sortir du nucléaire panaszt nyújtott be, különösen az üzemeltető Socatri-Areva és a nukleáris biztonsági hatóság ellen, a CRIIRAD-nak pedig panaszt kell benyújtania az üzemeltető ellen. A Réseau Sortir du Nucléaire azzal vádolta az Arevát, hogy szándékosan veszélyezteti a lakosságot azzal, hogy későn tájékoztatta a szennyezésről az érintett lakosságot. A településeket 12 órával később figyelmeztették. A prefektúra halászati, fürdőzési és öntözési tilalmat, valamint vízfogyasztási korlátozásokat rendelt el Bollène, Lapalud és Lamotte-du-Rhône településeken.
Július 11-én az ASN felszólította a Socatrit, hogy függessze fel a tisztítómű tevékenységét és hozzon „azonnali biztonsági intézkedéseket.” 
A július 8. és 13. között a tricastini talajvízben végzett urántartalom-mérések „olyan értékeket mutattak ki, amelyek nem magyarázhatók véletlenszerű kibocsátással” – közölte az Institut de radioprotection et de sűreté nucléaire (IRSN). Didier Champion, az IRSN környezetvédelmi igazgatója úgy véli, hogy „nem zárható ki, hogy korábbi kibocsátások okoztak uránszennyezést.” 
2015. május 12-én a carpentras-i törvényszék 30 000 euró kártérítésre ítélte az Arevát, amiért 74 kg uránt juttatott a talajba és két folyóvízbe a tricastini nukleáris telephelyen.

#### 2008. júniusi és júliusi szén-14 kibocsátások
A szennyvízkezelési tevékenységén kívül a SOCATRI az Andra megbízásából felújítási műveleteket is végez. Ezek a műveletek a „kistermelőktől” (orvosi laboratóriumok, kórházak stb.) származó hulladékok szétválogatásából és a megfelelő helyre (égetés, tárolás) továbbításából állnak. Egy 2008. júniusi átcsomagolási művelet során a (orvosi vizsgálatokhoz jelölőanyagként használt) gáznemű C14 kibocsátása miatt a létesítmény túllépte az erre a radioelemre vonatkozó havi kibocsátási határértéket. Az anomáliát a július 4-i mérések során azonosították. A kezelőműhely tevékenységét azonnal felfüggesztették. Az Areva azt állítja, hogy az ASN-t július 7-én tájékoztatták erről az incidensről a szervezetek közötti heti felülvizsgálat során. 
A leállítási műveletek során a szivárgás folytatódott, ami 2008. július 18-án az éves kibocsátási határérték 5%-os túllépéséhez vezetett. Az ASN-t 2008. augusztus 5-én tájékoztatták erről az éves határérték túllépésről, és úgy döntött[pontosabban?], hogy az év hátralévő részére felfüggeszt a Socatri üzemben minden olyan tevékenységet, amely valószínűleg gáznemű szén-14 kibocsátást okozhat. Az esetet az INES-skálán az 1-es szintre sorolták.

#### 2008. szeptemberi elakadt szerelvények
2008. szeptember 8-án egy nukleáris üzemanyag-felújítási művelet során két szerelvény akadt fenn a felső belső szerkezeteken. Amint felfedezték a rendellenességet, a műveletet azonnal leállították. A két szerelvény a víz alatt maradt a tartályban, miközben az üzemeltető evakuálta a reaktorépületet.
A szerelvények több mint egy hónapig lezárva maradtak. Az EDF október 14-én műszaki megoldásokat javasolt a két szerelvény visszaszerzésére. A Nukleáris Biztonsági Hatóság a Chalon-sur-Saône-i CETIC (Centre d'expérimentation et de validation des techniques d'intervention sur chaudières nucléaires à eau pressurisée) „modellje” alapján értékelte őket. Október 22-én az ASN jóváhagyta a műveletet.
Az incidens során sem a kritikusság, sem a szerelvények hűtésének elmulasztása nem jelentett kockázatot.
Franciaországban 1999-ben már történt egy hasonló incidens egy szerelvényen, a nogenti atomerőműben (Aube), amelyet szintén különösebb probléma nélkül lezártak. Tricastinban azonban más volt a helyzet, ugyanis 1999-ben egy helyett két egybefüggő szerelvény volt felfüggesztve.

#### A Tricastin telephely sugárszennyezése
Corinne Castanier, a CRIIRAD igazgatója a Socatri szennyvízelvezető csöveinek vagy a Tricastin területén 1964 és 1996 között működő és a terület másik végén eltemetett egykori katonai urándúsító üzemből származó hulladék lehetséges szennyeződését említi. 
Az Areva NC 2008. július 16-i, „A SOCATRI válaszol a CRIIRAD állításaira” című sajtóközleményében tagadta ezeket a feltételezéseket, amelyet az AFP 2008. július 9-i közleménye megismételt:  
„Az Atomenergetikai Főbizottság 1998-ban közzétett jelentése szerint a domb (ahová katonai eredetű radioaktív hulladékot temettek el) valóban szennyezte a talajvizet, amelyet 1980 és 1998 között szivattyúzással kezeltek. Egy hatástanulmány akkor arra a következtetésre jutott, hogy nincs egészségügyi kockázat, és azóta a dombot egyszerű felügyelet alatt tartják, a mérések 8 mikrogramm/liter átlagos uránkoncentrációt mutattak ki, amely kétszerese a WHO szabványának.”
Az IRSN környezetvédelmi igazgatóhelyettese, Jean-Christophe Gariel az AFP-nek elmondta, hogy „az ilyen és ehhez hasonló létesítmények és a jelölés közötti ok-okozati összefüggések megállapítása nem lehetséges azonnal. Ez viszonylag alapos vizsgálatokat igényel.”
A radioaktív hulladékok nemzeti leltára szerint ez a domb 760 tonna diffúziógátló hulladékot tartalmaz, amelynek teljes aktivitása 42 GBq (azaz 55 Bq/g tömegaktivitás, ami a „nagyon alacsony aktivitású” hulladékok közé sorolja).

#### Egy transzformátor robbanása 2011 júliusában
2011. július 2-án robbanás és tűz keletkezett egy elektromos transzformátoron, a tüzet egy óra múlva a személyzet és a tűzoltók segítségével sikerült megfékezni.

#### A szigetelés berobbanása 2013. február végén
Az erőmű kijáratánál lévő villamos vezetékek szigetelőtartója az elöregedés miatt felrobbant, ami egy több kilométerre látható és hallható gigantikus elektromos villanást okozott (ahogyan a villám is). Ez nagy aggodalmat keltett a lakosság körében. Az üzemeltető a sajtónak elmondta, hogy a reaktor ezután automatikusan leállt az energiatermeléssel.

#### Tríciumszivárgás 2013. július 8-án
Az erőmű 2. és 3. reaktorai közötti talajvízben szokatlanul magas radioaktív tríciumkoncentrációt mutattak ki. Augusztus 28-án az ASN ellenőrzése során végzett mérések a szokásos koncentráció 60-70-szeresét mutatták ki a 3. reaktor épülete alatt. Legalább két hétig (a rendelkezésre álló mérési eredmények időtartama) ezek a mérések viszonylag állandónak bizonyulnak 600 Bq/L körül. A nukleáris hatóságok szerint „a mért értékek csekélyek, és nincs egészségügyi vagy környezeti hatása”. Az ASN azonban felszólította az EDF-et, hogy tegyen meg minden szükséges intézkedést a probléma feltárása és kijavítása érdekében. 2014. március 1-jéig úgy tűnik, hogy az incidens nem oldódott meg.

#### 2 „1-es szintű” esemény 2013 szeptemberében
Egy 2013. szeptember 9-i rutinellenőrzés során a dolgozók a 2. és 4. reaktor hűtőrendszerének csöveinél a hegesztési kötések megerősítésének hiányát észlelték. Az incidenst csak október 14-én jelentették a nukleáris biztonsági hatóságnak, és az INES-skálán 1-es fokozatúnak minősítették.
Egy belső ellenőrzés során szeptember 27-én a Tricastin telephelyen található Eurodif uránkitermelő üzemben a normálisnál magasabb nyomást észleltek. Az incidenst bejelentették az ASN-nek, amely az INES-skálán 1-es szintűnek minősítette.

#### 3 alkalmazott szennyeződése 2013. október 7-én
A 3. és 4. reaktorok segédberendezéseivel közös ellenőrzött területen végzett munka során három alkalmazott, akiket egy túlnyomás miatt hirtelen kinyíló szivattyú meglepetésszerűen beszennyezett, radioaktív folyadékot tartalmazó szennyeződés érte a ruházatukat. Egyiküket a fertőtlenítési eljárás részeként kórházba szállították, hogy kivizsgálásoknak vessék alá.

#### A Christian vihar 2013 októberében
2013. október 24-25-én éjszaka a heves esőzések miatt a hűtőkör szivattyúinak szívócsövénél felhalmozódott iszap a 2. reaktor leállítását eredményezte.

#### Urán 235/238 szivárgás 2013 októberében
Az AREVA telephelyén a két épület közötti pneumatikus szállítás során bekövetkezett szivárgás miatt egy kilogramm 238-as urán néhány méteren keresztül a talajra ömlött.

#### Trícium kibocsátása 2014. december 31.
A 4. reaktor, miközben újraindították, „automatikus reaktorleállításra” (AIS) került. Ez a másodlagos kör túlnyomásvédelmi szelepének kinyitását idézi elő, ami nem-nukleáris gőz felszabadulását eredményezi. A gőzsugár ereje olyan hanghullámot indukálhat, amely akár 12 km-es körzetben is hallható a nukleáris telephely körül. A „Coordination anti-nucléaire de Sud-Est” szerint a gőzkibocsátás trícium kibocsátását eredményezte a környezetbe.

## A GDF Suez meghiúsult projektjei
2008 júliusában Nicolas Sarkozy öt olyan helyszín között említette Tricastint (Flamanville, Penly, Chooz és Marcoule mellett), amelyet egy második EPR-reaktor megépítésére jelölt meg. De végül a penlyi telephelyet választották, majd a GDF elhagyta.
2010 februárjában a GDF Suez ismét fontolóra vette egy reaktor építését a telephelyen, de ezúttal egy ATMEA-reaktor építését. 2015 januárjában Gérard Mestrallet, a GDF Suez vezérigazgatója kijelentette, hogy csoportja „tényleg kétszer is meggondolja”, mielőtt beruházna egy franciaországi nukleáris projektbe, például a tricastini Atmea reaktorokba vagy a penly-i EPR-be.

## Fordítás
- Ez a szócikk részben vagy egészben  a   Site nucléaire du Tricastin című francia Wikipédia-szócikk ezen változatának fordításán alapul.  Az eredeti cikk szerkesztőit annak laptörténete sorolja fel. Ez a jelzés csupán a megfogalmazás eredetét és a szerzői jogokat jelzi, nem szolgál a cikkben szereplő információk forrásmegjelöléseként.
- Ez a szócikk részben vagy egészben  a   Centrale nucléaire du Tricastin című francia Wikipédia-szócikk ezen változatának fordításán alapul.  Az eredeti cikk szerkesztőit annak laptörténete sorolja fel. Ez a jelzés csupán a megfogalmazás eredetét és a szerzői jogokat jelzi, nem szolgál a cikkben szereplő információk forrásmegjelöléseként.